# Lisiec Mały
Lisiec Mały est une localité polonaise de la gmina rurale de Stare Miasto, située dans le powiat de Konin en voïvodie de Grande-Pologne. Elle se situe à environ 6 kilomètres au sud de la ville de Konin et 92 kilomètres à l'est de Poznań, la capitale régionale. 

## Géographie

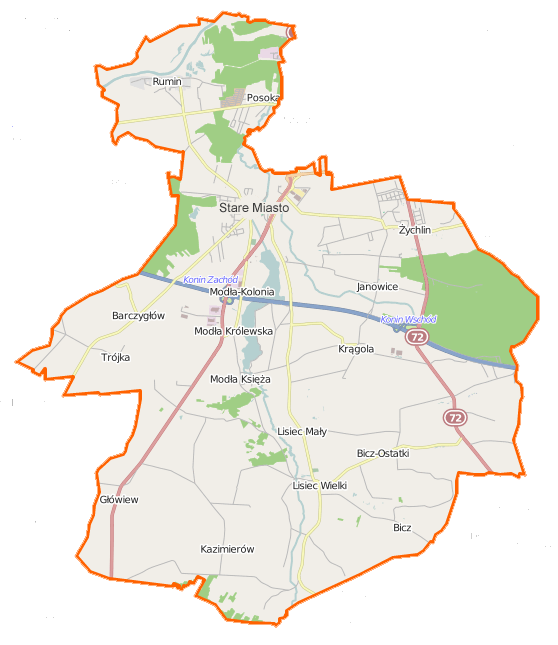
Carte de la gmina de Stare Miasto.